# Хенті
Хенті (або Хінті) — хетська цариця, перша дружина великого царя Суппілуліуми I.

## біографія
Хенті описана на своїй печатці як «велика цариця, дочка великого царя, героя», що робить її дочкою великого царя Тудхалії III (іноді його називають Тудхалія II). Суппілуліума, який довгий час вважався сином свого попередника, був його зятем і, можливо, прийомним сином. Шуппілуліума, який довгий час був тісно пов'язаний з Тудхалією III, захопив трон, усунувши, можливо, неповнолітнього сина і спадкоємця Тудхалії, Тудхалію Молодшого, який був братом або зведеним братом Хенті.
На самому початку правління Суппілуліуми титул Тавананни зберігався за Даду-Хебою, його тещею, вдовою Тудхалії III і, можливо, матір'ю Тудхалії Молодшого і, можливо, Хенті. Після смерті Даду-Хеби титул Тавананни перейшов до Хенті, і вона засвідчена під цим титулом у тексті указу про призначення її сина Теліпіну жерцем у Кіццуватні. Інколи кажуть, що термін перебування Хенті на посаді Тавананни був відносно коротким, оскільки пізніше цей титул прийняла вавилонська дружина Суппілуліуми, відома просто як Тавананна (її особисте ім'я, ймовірно, Малнігал). Насправді є відносно численні підтвердження Суппілуліуми та Хенті як царської пари на печатках, і Хенті могла бути Тавананною протягом тривалого часу, Суппілуліума, можливо, одружився зі своєю вавилонською дружиною пізніше під час свого правління.
У фрагментарному тексті правління сина Хенті Мурсілі II згадується його батько, мати та вигнання когось до землі Аххіява. Загальне тлумачення тексту полягає в тому, що це була Хенті, яка була вигнана у вигнання. Якщо це була вона, причини її вигнання неясні, хоча однією з можливих причин є бажаність шлюбного союзу з каситським царем Вавилону (ймовірно, Бурна-Буріашом II), або конфлікт між Хенті та новою вавилонською дружиною Суппілуліуми.
Вважається, що Хенті була матір'ю синів Суппілуліуми Арнуванди II, Теліпіну, Піясілі, Мурсілі II і Заннанзи.

## У художній літературі
Королева Хенті — персонаж історичної фантастичної манги «Червона річка».